# Dancing in the rain
Dancing in the rain (Nederlands: 'dansen in de regen') is een single van de Spaanse zangeres Ruth Lorenzo. Lorenzo schreef het lied zelf samen met Jim Irvin en Julian Emery. Het was de Spaanse inzending voor het Eurovisiesongfestival 2014 in Kopenhagen, Denemarken. Omdat Spanje tot de grote vijf behoort, is het automatisch geplaatst voor de finale. In de finale haalde het de tiende plaats.

## Videoclip
De videoclip werd opgenomen in Fabra i Coats, een voormalige spinnerij uit de 19e eeuw in Barcelona. In de video danst Lorenzo met de Italiaanse danser Giuseppe Di Bella en bevat ook onderwaterscènes. The video werd geregisseerd door Paloma Zapata, gechoreografeerd door Myriam Benedicted en ging in première op 14 maart 2014.